# NGC 3360
NGC 3360 је спирална галаксија у сазвежђу Секстант која се налази на NGC листи објеката дубоког неба.
Деклинација објекта је - 11° 14' 33" а ректасцензија 10h 44m 16,2s. Привидна величина (магнитуда) објекта NGC 3360 износи 13,7 а фотографска магнитуда 14,4. NGC 3360 је још познат и под ознакама MCG -2-28-3, PGC 32026.